# Abuelos
Abuelos è un film documentario del 2010 diretto da Carla Valencia Dávila.

## Trama
Il documentario è un diario di viaggio personale in cui la regista si pone alla ricerca delle storie dei due nonni, al tempo stesso lontane e vicine. Remo, medico autodidatta ecuadoriano, voleva avvicinarsi attraverso la sua professione all'immortalità. Juan, militante comunista, fu assassinato durante la dittatura militare cilena affermatasi con il golpe del 1973.
Ascoltando le testimonianze dei familiari e delle persone che conobbero i suoi nonni, la regista elabora una riflessione sulla famiglia, sulla storia dell'Ecuador e del Cile, sui luoghi così diversi percorsi nella sua ricerca, le verdi montagne dell'Ecuador e la desolata regione desertica dove Juan fu seppellito in una fossa comune.